# Mordellistena hollandica
Mordellistena hollandica es una especie de coleóptero de la familia Mordellidae.

## Distribución geográfica
Habita en los Países Bajos.